# 杜晨·科洛斯
杜晨·科洛斯（荷蘭語：Doutzen Kroes，1985年1月23日—），荷蘭超級名模。曾經為維多利亞的秘密天使成員，已於2014年底與該品牌解約，現今專注於高端時尚界發展。

## 简介
她中學畢業後，自己寄照片給阿姆斯特丹的Paparazzi Model Management。最早是在美国版《Vogue》登场，随后再登上意大利版《Vogue》的封面照，一时间风靡欧美时尚界，并且取代超模 Christy Turlington，签下了CK “永恒”香氛（Calvin Klein "Eternity"）代言合约。
2005年，杜晨·科洛斯于《维多利亚的秘密》（VICTORIA'S SECRET） 秀场上的天使麻豆。 
2009年，杜晨·科洛斯被誉为：全球最性感超模排行榜中位列第二，仅次于Adriana Lima。
現在，她是DNA Models的合約模特兒，她上過Time、VOGUE、Harper's Bazaar及Numero等雜誌封面。她也有參與古馳、卡文·克萊、Tommy Hilfiger、Escada、Dolce & Gabbana、Valentino、范思哲及Neiman Marcus等著名時裝及奢侈品的時裝展。在2007年四月，她與莉莉·當勞遜、阿潔涅絲・迪恩、希拉莉·艾荷達、香奈兒·依曼、謝茜嘉·史譚、可可·羅恰、卡羅琳·特倫天尼、慧卡·芝瑪曼及莎莎·彼伏瓦洛娃一起為《時尚》〔VOGUE〕雜誌拍攝封面，標題印上「超級名模接班人」。
2014年與維多利亞的秘密解約。維多利亞的秘密總監EdRazk於Instagram公開聲明因杜晨於歐洲有更好的發展機會，故將會與維秘天使的義務行程衝突，因此決定同意將杜晨釋出，過程是愉悅且無分歧的。而杜晨離開維秘後在高端時尚界的發展無可限量，不僅為Fendi開場走秀，L'oreal的合約也為她帶來了豐厚的收入，令杜晨成為最賺錢模特兒第二名。
2016年，荷蘭郵政局推出以杜晨·科洛斯為主題的一系列郵票。

## 家庭及婚姻
2010年，杜晨·科洛斯和荷蘭DJ男友Sunnery James结婚，结婚之前已经证明怀孕7个月。2014年產下一女並迅速瘦身登上2014年維秘大秀。

## 职业生涯

### 期刊杂志
- 《Time》
- 《Vogue》
- 《Harper's Bazaar》
- 《Numero》

### 代言品牌
- 巴黎欧莱雅 L'Oréal Paris
- 维多利亚的秘密 VICTORIA'S SECRET

## 外部連結
- 杜晨·科洛斯的Instagram帳戶
- 杜晨·科洛斯的X（前Twitter）
- Doutzen Kroes的Facebook專頁
- Doutzen Kroes在互联网电影资料库（IMDb）上的資料（英文）
- 杜晨·科洛斯於模特兒目錄（Fashion Model Directory）的相關資料